# Barranco de Chamorga
El Barranco de Chamorga es un barranco de la vertiente oriental del macizo de Anaga situado en la cuenca hidrográfica o valle del mismo nombre, en la isla de Tenerife —Canarias, España—.

## Toponimia
Su nombre es de procedencia guanche, significando según algunos autores 'la que sueña o ve en sueños'.
Al tramo superior de este barranco se le conoce también como Barranco de los Toneleros y Barranco de la Laja, mientras que a su tramo inferior se le denomina Barranco de Roque Bermejo.

## Características

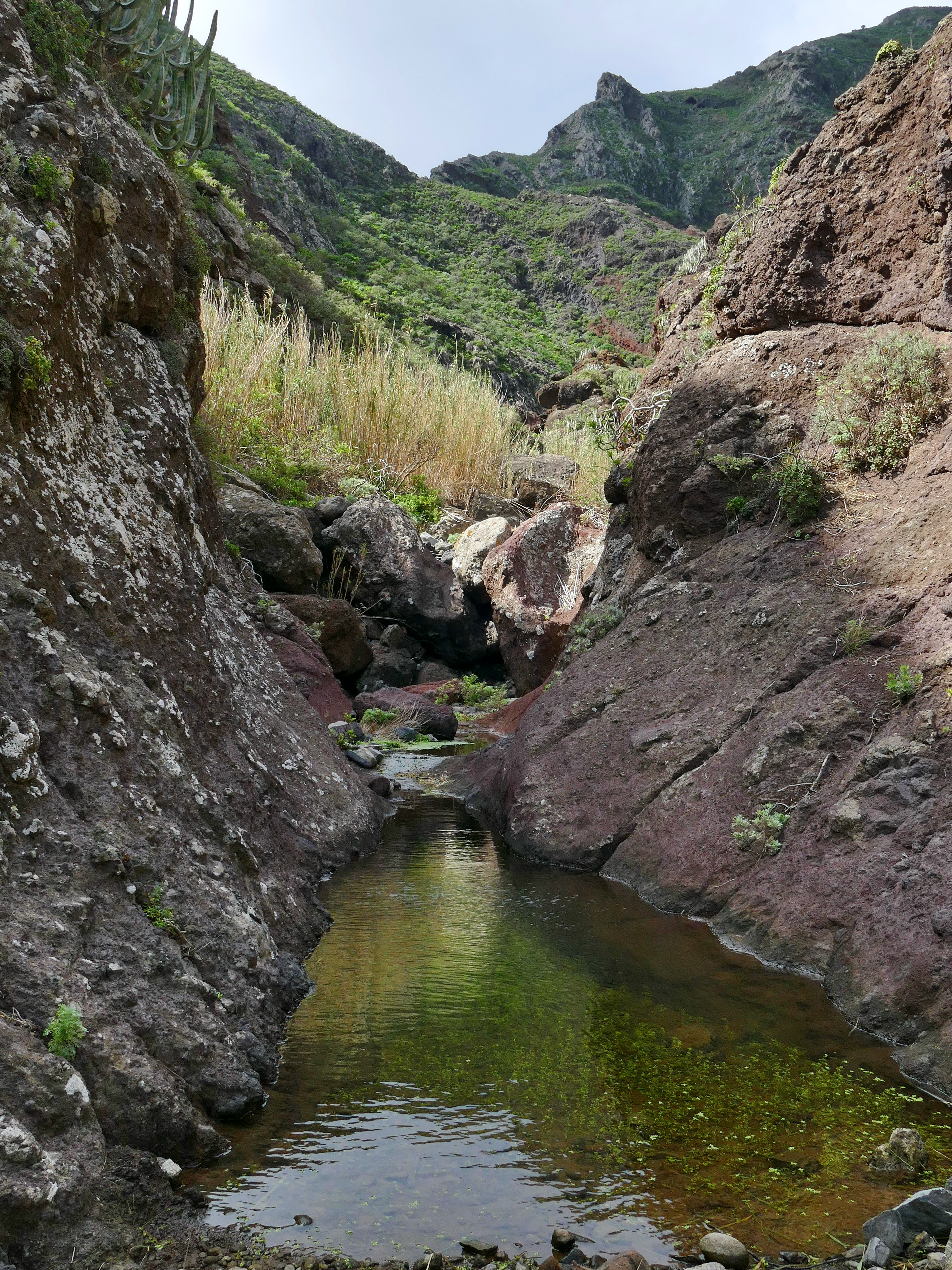
Barranco de Chamorga

Tiene su nacimiento en las cumbres cubiertas de laurisilva de Anaga, en la zona conocida como Los Toneleros, a unos 765 m s. n. m. muy cerca del Roque Anambro, y desemboca junto al caserío de Roque Bermejo.
Su cauce posee una longitud de 4,7 kilómetros, recibiendo el aporte de numerosos barranquillos.

## Aspectos humanos
Está incluido administrativamente en las localidades de Chamorga y Roque Bermejo del municipio de Santa Cruz de Tenerife, estando todo su recorrido incluido además en el área protegida del parque rural de Anaga.
En su tramo superior se ubica el caserío de Chamorga, mientras que junto a su desembocadura se localiza Roque Bermejo. El caserío de La Cumbrilla se halla asimismo en el interfluvio del Barranco de Chamorga con el de Anosma.
Por el Barranco de Chamorga pasan algunos caminos homologados para la práctica del excursionismo:
- Sendero PR TF-5 Chamorga - Igueste de San Andrés.
- Sendero PR TF-6 Circular Chamorga - Las Palmas - El Draguillo.
  - Sendero PR TF-6.1 Variante de Tafada.